# 韩城解家民居
韩城解家民居位于中国陕西省渭南市韩城市金城街道金城大街西侧的箔子巷，是韩城老城区的一处传统民居四合院建筑，已列为陕西省文物保护单位。

## 历史
解家民居是在抗日战争时期，由谢明轩购买，并出租作为纺织厂，后曾收归国有，改为木器厂，现已废弃。

## 保护
2008年9月16日，韩城解家民居由陕西省人民政府公布为第五批陕西省文物保护单位，编号5-3-25。